# Peter Heizer
Peter Thomas Heizer (* 21. August 1977 in Walnut Creek) ist ein ehemaliger US-amerikanisch-deutscher Basketballspieler. Der 1,94 Meter große Aufbau- und Flügelspieler stand während seiner Profikarriere bei Vereinen in Deutschland, den Niederlanden, Spanien, Island und Großbritannien unter Vertrag.

## Laufbahn
Der Sohn einer deutschen Mutter aus der Nähe von Gießen und eines US-amerikanischen Vaters wuchs in Lafayette (Kalifornien) auf. Basketball auf Universitätsniveau spielte er am Diablo Valley College im kalifornischen Pleasant Hill sowie an der ebenfalls in Kalifornien gelegenen University of the Pacific. In seiner Abschlusssaison 2000/01 erzielte er für Pacific in 30 Spielen im Schnitt 12,5 Punkte, 3,8 Rebounds und 1,8 Korbvorlagen je Begegnung.
Heizer begann seine Laufbahn als Berufsbasketballspieler im Heimatland seiner Mutter und verstärkte in der Saison 2001/02 den Zweitligisten TSV Quakenbrück. Durch seine guten Leistungen gelang ihm der Sprung in die Basketball-Bundesliga, wo er im Spieljahr 2002/03 für DJK s.Oliver Würzburg auflief und in 36 Bundesliga-Einsätzen Mittelwerte von 9,1 Punkten und 2,4 Rebounds verbuchte.
Von 2003 bis 2005 spielte er für Ratiopharm Ulm in der zweiten Bundesliga, zwischen 2005 und 2008 spielte Heizer für verschiedene Vereine in anderen europäischen Ländern, darunter für den niederländischen Erstligisten Matrixx Magix Nijmegen, Merida Augusta (vierte spanische Liga), den isländischen Erstligisten KR Reykjavík sowie den englischen Erstligisten Milton Keynes Lions.
Von 2009 bis 2011 verstärkte er den BC Weissenhorn in der Regionalliga beziehungsweise in der 2. Bundesliga ProB. In der Spielzeit 2014/15 lief Heizer noch zeitweilig für den Regionalligisten SG Sechtem 1971 auf.
Heizer, der zeitweilig als Spielervermittler auftrat, kehrte nach dem Ende seiner Basketballlaufbahn nach Kalifornien zurück und wurde als Finanzberater tätig.